# Rafael Nickel
Rafael Nickel (* 30. Juli 1958 in Hamburg) ist ein ehemaliger deutscher Fechter, der für den FC Tauberbischofsheim antrat.

## Leben
1983 wurde Rafael Nickel Deutscher Meister mit dem Degen. Bei den Fechtweltmeisterschaften 1983 gewann er mit der deutschen Mannschaft Silber. Bei den Olympischen Spielen 1984 in Los Angeles gewann Rafael Nickel mit der deutschen Mannschaft die Goldmedaille, nachdem im Finale das französische Team um den Einzelolympiasieger Philippe Boisse mit 8:5 geschlagen wurde. Für diesen Gewinn der Goldmedaille erhielt er – zusammen mit der Mannschaft – das Silberne Lorbeerblatt.
Während seiner Karriere studierte Nickel an der Tierärztlichen Hochschule Hannover. Er ist heute als Tierarzt in Norderstedt tätig.